# آندری لونف
آندره لونف (روسی: Андрей Евгеньевич Лунёв؛ زادهٔ ۱۳ نوامبر ۱۹۹۱) بازیکن فوتبال اهل روسیه است.

## باشگاهی
از باشگاه‌هایی که در آن بازی کرده‌است می‌توان به باشگاه فوتبال اوفا، باشگاه فوتبال تورپدو مسکو و باشگاه فوتبال زنیت سن پترزبورگ اشاره کرد.

## تیم ملی
وی همچنین در تیم ملی فوتبال روسیه بازی کرده‌است.